# Disphragis herbida
Disphragis herbida är en fjärilsart som beskrevs av Walker 1862. Disphragis herbida ingår i släktet Disphragis och familjen tandspinnare. Inga underarter finns listade i Catalogue of Life.